# Dix-septième district congressionnel de Californie
Le 17e district congressionnel de Californie est un district de l'État américain de Californie, actuellement représenté par le Démocrate Ro Khanna. Il est situé dans les régions de South Bay et East Bay de la région de la Baie de San Francisco.
Le district comprend des parties du comté d'Alameda et du Comté de Santa Clara. Il englobe les villes de Sunnyvale, Cupertino, Santa Clara, Milpitas, Newark, certaines parties de Fremont et les parties les plus septentrionales et occidentales de San Jose. Le district comprend le campus de l'Université de Santa Clara et le siège social de plusieurs sociétés de la Silicon Valley, telles qu'Apple Inc, Intel Corp. et Yahoo. C'est le seul district à majorité asiatique des États-Unis contigus. C'est également le district le plus riche des États-Unis.
De 2003 à 2013, le district couvrait la totalité des comtés de Monterey et de San Benito, ainsi qu'une partie du Comté de Santa Cruz. Il comprenait toutes les communautés côtières entourant la Baie de Monterey, la ville de Salinas et la grande majorité de la Vallée de Salinas. Le district est resté pratiquement inchangé lors du redécoupage de 2021, bien qu'il englobe désormais une plus petite partie de Fremont.

## Géographie
| #  | Comté       | Siège    | Population |
| -- | ----------- | -------- | ---------- |
| 1  | Alameda     | Oakland  | 1 622 188  |
| 85 | Santa Clara | San Jose | 1 877 592  |

Depuis le redécoupage de 2020, le 17e district congressionnel de Californie occupe la région de Tri-City de la région de la Baie de San Francisco. Il occupe les frontières occidentales des comtés d'Alameda et de Santa Clara.
Le Comté d'Alameda est divisé entre ce district et le 14e district. Ils sont divisés par Mission Peak Regional Park, Witherly Ln, Mission Blvd, Washington Blvd, Farallon Cmn, Paseo Padre Parkway, Grimmer Blvd, Blacow Rd, Omar St, Butano Park Dr, Farina Ln, Nimitz Freeway, Highway 84. Le 17e district englobe le côté sud de la ville de Fremont et la ville de Newark.
Le Comté de Santa Clara est divisé entre ce district, le 16e et le 18e district. Les 17e et 16e sont divisés par Stevens Creek Blvd, Santana Row, Olsen Dr, S Winchester Blvd, Williams Rd, Eden Ave, Lexington Dr, Valley Forge Way, Gleason Ave, Moreland Way, Payne Ave, Saratoga Ave, Doyle Rd, Highway G2, Royal Ann Dr, Wisteria Way, Rainbow Dr, Highway 85, S De Anza Blvd, Prospect Rd, Fremont Older Open Space, Permanente Creek, Highway 280, N Foothill Blvd, Homestead Rd, Stevens Creek, W EL Camino Real, Magritte Way, l'autoroute G6, l'autoroute 101 et Enterprise Way. Les 17e et 18e sont divisés par Steven's Creek Blvd, Di Salvo Ave, Bellerose Dr, Forest Ave, Wabash Ave, W San Carlos St, Race St, The Alameda, University Ave, Elm St, Highway 82, Newhall St, Morse St, Rue Idaho, rue Alameda, avenue Sherwood, rue Hamline, autoroute 880, autoroute 101, chemin McKee, avenue Toyon, chemin Penitencia Creek, avenue Canon Vista, chemin Crothers, parc Alum Rock, chemin Sierra, chemin Felter, chemin Weller. Le 17e district comprend le côté nord de la ville de San Jose, une partie de la census-designated place d'Alum Rock, et les villes de Milpitas, Santa Clara, Sunnyvale et Cupertino.

### Villes et census-designated places de 10 000 personnes ou plus
- San Jose - 1 013 240
- Fremont - 230 504
- Sunnyvale - 155 805
- Santa Clara - 127 647
- Milpitas - 80 273
- Cupertino - 60 381
- Newark - 47 529
- Alum Rock - 12 042

## Historique de vote
| Année | Poste      | Résultats                      |
| ----- | ---------- | ------------------------------ |
| 1992  | Président  | Clinton 52,7 % – 27,3 %        |
| 1992  | Sénateur   | Boxer 54,3 % – 35,8 %          |
| 1992  | Sénateur   | Feinstein 63,2 % - 30,5 %      |
| 1994  | Gouverneur | Wilson 48,2 % - 47,3 %         |
| 1994  | Sénateur   | Feinstein 51,1 % - 38,8 %      |
| 1996  | Président  | Clinton 55,3 % - 32,3 %        |
| 1998  | Gouverneur | Davis 62,6 % - 32,5 %          |
| 1998  | Sénateur   | Boxer 57,7 % – 37,9 %          |
| 2000  | Président  | Gore 59,6 % – 33,0 %           |
| 2000  | Sénateur   | Feinstein 58,3 % - 32,5 %      |
| 2002  | Gouverneur | Davis 55,4 % - 32,3 %          |
| 2003  | Recall,    | Non 57,8 % – 42,2 %            |
| 2003  | Recall,    | Bustamante 40,0 % - 37,8 %     |
| 2004  | Président  | Kerry 65,6 % - 33,0 %          |
| 2004  | Sénateur   | Boxer 66,0 % - 28,9 %          |
| 2006  | Gouverneur | Schwarzenegger 48,1 % - 44,6 % |
| 2006  | Sénateur   | Feinstein 68,8 % - 24,8 %      |
| 2008  | Président  | Obama 72,1 % - 25,8 %          |
| 2010  | Gouverneur | Brown 63,8 % - 31,3 %          |
| 2010  | Sénateur   | Boxer 62,7 % - 31,3 %          |
| 2012  | Président  | Obama 71,9 % - 25,5 %          |
| 2012  | Sénateur   | Feinstein 74,8 % - 25,2 %      |
| 2014  | Gouverneur | Brown 74,6 % – 25,4 %          |
| 2016  | Président  | Clinton 73,9 % - 20,5 %        |
| 2016  | Sénateur   | Harris 68,0 % - 32,0 %         |
| 2018  | Gouverneur | Newsom 71,5 % - 28,5 %         |
| 2018  | Sénateur   | Feinstein 60,3 % - 39,7 %      |
| 2020  | Président  | Biden 72,5 % - 25,5 %          |
| 2021  | Recall     | Non 74,1 % – 25,9 %            |
| 2022  | Gouverneur | Newsom 70,5 % - 29,5 %         |
| 2022  | Sénat      | Padilla 71,3 - 28,7 %          |

## Liste des Représentants du district
| Membre                        | Parti       | Années                           | Congrès     | Histoire électorale | Zone géographique                                                |
| ----------------------------- | ----------- | -------------------------------- | ----------- | --- | ---------------------------------------------------------------- |
| District créée le 4 mars 1933 |             |                                  |             | |                                                                  |
| Charles J. Colden (en)        | Démocrate   | 4 mars 1933 - 15 avril 1938      | 73e - 75e   | Élu en 1932. Réélu en 1934. Réélu en 1936. Décès. | Los Angeles                                                      |
| Vacant                        | Vacant      | 15 avril 1938 -3 janvier 1939    | 75e         | | Los Angeles                                                      |
| Lee E. Geyer (en)             | Démocrate   | 3 janvier 1939 - 11 octobre 1941 | 76e , 77e   | Élu en 1938. Réélu en 1940. Décès. | Los Angeles                                                      |
| Vacant                        | Vacant      | 11 octobre 1941 - 25 août 1942   | 77          | | Los Angeles                                                      |
| Cecil R. King (en)            | Démocrate   | 25 août 1942 - 3 janvier 1969    | 77e - 90e   | Élu pour terminer le mandat de Geyer. Réélu en 1942. Réélu en 1944. Réélu en 1946. Réélu en 1948. Réélu en 1950. Réélu en 1952. Réélu en 1954. Réélu en 1956. Réélu en 1958. Réélu en 1960. Réélu en 1962. Réélu en 1964. Réélu en 1966. Retrait. | Los Angeles                                                      |
| Glenn M. Anderson (en)        | Démocrate   | 3 janvier 1969 - 3 janvier 1973  | 91e , 92e   | Élu en 1968. Réélu en 1970. Redécoupage vers le 35e district. | Los Angeles                                                      |
| Pete McCloskey (en)           | Républicain | 3 janvier 1973 - 3 janvier 1975  | 93e         | Redécoupage depuis le 11e district et réélu en 1972. Redécoupage vers le 12e district. | San Mateo (Partie Sud), Santa Clara (Petite parti au Nord-Ouest) |
| John Hans Krebs (en)          | Démocrate   | 3 janvier 1975 - 3 janvier 1979  | 94e , 95e   | Élu en 1974. Réélu en 1976. Perds sa réélection. | Fresno (Parti Est), Kings, Tulare (Partie Nord-Ouest)            |
| Charles (Chip) Pashayan (en)  | Républicain | 3 janvier 1979 - 3 janvier 1983  | 96e , 97e   | Élu en 1978. Réélu en 1980. | Fresno (Parti Est), Kings, Tulare (Partie Nord-Ouest)            |
| Charles (Chip) Pashayan (en)  | Républicain | 3 janvier 1983 - 3 janvier 1991  | 98e - 101e  | Réélu en 1982. Réélu en 1984. Réélu en 1986. Réélu en 1988. Perds sa réélection. | Fresno (Parti Est), Kings, Kern (Bakersfield), Tulare            |
| Cal Dooley (en)               | Démocrate   | 3 janvier 1991 - 3 janvier 1993  | 102e        | Élu en 1990. Redécoupage vers le 20e district. | Fresno (Parti Est), Kings, Kern (Bakersfield), Tulare            |
| Leon Panetta                  | Démocrate   | 3 janvier 1993 - 23 janvier 1993 | 103e        | Redécoupage vers le 16e district et réélu en 1992. Nommé directeur du Bureau de la Gestion et du Budget | Monterey, San Benito (Partie Sud), Santa Cruz                    |
| Vacant                        | Vacant      | 23 janvier 1993 - 8 juin 1993    | 103e        | | Monterey, San Benito (Partie Sud), Santa Cruz                    |
| Sam Farr                      | Démocrate   | 8 juin 1993 - 3 janvier 2013     | 103e - 112e | Élu pour terminer le mandat de Panetta. Réélu en 1994. Réélu en 1996. Réélu en 1998. Réélu en 2000. Réélu en 2002. Réélu en 2004. Réélu en 2006. Réélu en 2008. Réélu en 2010. Redécoupage vers le 20e district.                                  | Monterey, San Benito (Partie Sud), Santa Cruz                    |
| Mike Honda                    | Démocrate   | 3 janvier 2013 - 3 janvier 2017  | 113e - 114e | Redécoupage depuis le 15e district et réélu en 2012. Réélu en 2014. Perd sa réélection. | 2013–2023 Alameda (Partie Sud), Santa Clara (Partie Ouest)       |
| Ro Khanna                     | Démocrate   | 3 janvier 2017 - en cours        | 115e - 119e | Élu en 2016. Réélu en 2018. Réélu en 2020. Réélu en 2022. Réélu en 2024. | 2013–2023 Alameda (Partie Sud), Santa Clara (Partie Ouest)       |
| Ro Khanna                     | Démocrate   | 3 janvier 2017 - en cours        | 115e - 119e | Élu en 2016. Réélu en 2018. Réélu en 2020. Réélu en 2022. Réélu en 2024. | 2023–en cours                                                    |

## Résultats des récentes élections
Voici les résultats des dix précédents cycles électoraux dans le district.

### 2004
| Élection de 2004 du 17e district congressionnel de Californie | Élection de 2004 du 17e district congressionnel de Californie | Élection de 2004 du 17e district congressionnel de Californie | Élection de 2004 du 17e district congressionnel de Californie | Élection de 2004 du 17e district congressionnel de Californie |
| ------------------------------------------------------------- | ------------------------------------------------------------- | ------------------------------------------------------------- | ------------------------------------------------------------- | ------------------------------------------------------------- |
| Parti                                                         | Parti                                                         | Candidat                                                      | Votes                                                         | %                                                             |
|                                                               | Démocrate                                                     | Sam Farr (sortant)                                            | 148 958                                                       | 66,8                                                          |
|                                                               | Républicain                                                   | Mark Risley                                                   | 65 117                                                        | 29,2                                                          |
|                                                               | Vert                                                          | Ray Glock-Grueneich                                           | 3645                                                          | 1,7                                                           |
|                                                               | Paix et Liberté                                               | Joe Williams                                                  | 2823                                                          | 1,2                                                           |
|                                                               | Libertarien                                                   | Joel Smolen                                                   | 2607                                                          | 1,1                                                           |
|                                                               | Write-in                                                      | David Mauricio Munoz                                          | 75                                                            | 0,0                                                           |
| Total des votes                                               | Total des votes                                               | Total des votes                                               | 282 941                                                       | 100%                                                          |
|                                                               | Les Démocrates conservent                                     |                                                               |                                                               |                                                               |

### 2006
| Élection de 2006 du 17e district congressionnel de Californie | Élection de 2006 du 17e district congressionnel de Californie | Élection de 2006 du 17e district congressionnel de Californie | Élection de 2006 du 17e district congressionnel de Californie | Élection de 2006 du 17e district congressionnel de Californie |
| ------------------------------------------------------------- | ------------------------------------------------------------- | ------------------------------------------------------------- | ------------------------------------------------------------- | ------------------------------------------------------------- |
| Parti                                                         | Parti                                                         | Candidat                                                      | Votes                                                         | %                                                             |
|                                                               | Démocrate                                                     | Sam Farr (sortant)                                            | 120 750                                                       | 75,9                                                          |
|                                                               | Républicain                                                   | Anthony R. DeMario                                            | 35 932                                                        | 22,5                                                          |
|                                                               | Write-in                                                      | Jeff Edward Taylor                                            | 2611                                                          | 1,6                                                           |
| Total des votes                                               | Total des votes                                               | Total des votes                                               | 163 293                                                       | 100%                                                          |
|                                                               | Les Démocrates conservent                                     |                                                               |                                                               |                                                               |

### 2008
| Élection de 2008 du 17e district congressionnel de Californie | Élection de 2008 du 17e district congressionnel de Californie | Élection de 2008 du 17e district congressionnel de Californie | Élection de 2008 du 17e district congressionnel de Californie | Élection de 2008 du 17e district congressionnel de Californie |
| ------------------------------------------------------------- | ------------------------------------------------------------- | ------------------------------------------------------------- | ------------------------------------------------------------- | ------------------------------------------------------------- |
| Parti                                                         | Parti                                                         | Candidat                                                      | Votes                                                         | %                                                             |
|                                                               | Démocrate                                                     | Sam Farr (sortant)                                            | 168 907                                                       | 73,9                                                          |
|                                                               | Républicain                                                   | Jeff Taylor                                                   | 59 037                                                        | 25,9                                                          |
|                                                               | Write-in                                                      | Peter Andresen                                                | 682                                                           | 0,2                                                           |
| Total des votes                                               | Total des votes                                               | Total des votes                                               | 228 626                                                       | 100%                                                          |
|                                                               | Les Démocrates conservent                                     |                                                               |                                                               |                                                               |

### 2010
| Élection de 2010 du 17e district congressionnel de Californie | Élection de 2010 du 17e district congressionnel de Californie | Élection de 2010 du 17e district congressionnel de Californie | Élection de 2010 du 17e district congressionnel de Californie | Élection de 2010 du 17e district congressionnel de Californie |
| ------------------------------------------------------------- | ------------------------------------------------------------- | ------------------------------------------------------------- | ------------------------------------------------------------- | ------------------------------------------------------------- |
| Parti                                                         | Parti                                                         | Candidat                                                      | Votes                                                         | %                                                             |
|                                                               | Démocrate                                                     | Sam Farr (sortant)                                            | 118 734                                                       | 66,69                                                         |
|                                                               | Républicain                                                   | Jeff Taylor                                                   | 47 133                                                        | 26,47                                                         |
|                                                               | Libertarien                                                   | Mary V. Larkin                                                | 8753                                                          | 4,92                                                          |
|                                                               | Vert                                                          | Eric Petersen                                                 | 3429                                                          | 1,93                                                          |
| Total des votes                                               | Total des votes                                               | Total des votes                                               | 163 293                                                       | 100%                                                          |
|                                                               | Les Démocrates conservent                                     |                                                               |                                                               |                                                               |

### 2012
| Élection de 2012 du 17e district congressionnel de Californie | Élection de 2012 du 17e district congressionnel de Californie | Élection de 2012 du 17e district congressionnel de Californie | Élection de 2012 du 17e district congressionnel de Californie | Élection de 2012 du 17e district congressionnel de Californie |
| ------------------------------------------------------------- | ------------------------------------------------------------- | ------------------------------------------------------------- | ------------------------------------------------------------- | ------------------------------------------------------------- |
| Parti                                                         | Parti                                                         | Candidat                                                      | Votes                                                         | %                                                             |
|                                                               | Démocrate                                                     | Mike Honda (sortant)                                          | 159 392                                                       | 73,5                                                          |
|                                                               | Républicain                                                   | Evelyn Li                                                     | 57 336                                                        | 26,5                                                          |
| Total des votes                                               | Total des votes                                               | Total des votes                                               | 216 728                                                       | 100%                                                          |
|                                                               | Les Démocrates conservent                                     |                                                               |                                                               |                                                               |

### 2014
| Élection de 2014 du 17e district congressionnel de Californie | Élection de 2014 du 17e district congressionnel de Californie | Élection de 2014 du 17e district congressionnel de Californie | Élection de 2014 du 17e district congressionnel de Californie | Élection de 2014 du 17e district congressionnel de Californie |
| ------------------------------------------------------------- | ------------------------------------------------------------- | ------------------------------------------------------------- | ------------------------------------------------------------- | ------------------------------------------------------------- |
| Parti                                                         | Parti                                                         | Candidat                                                      | Votes                                                         | %                                                             |
|                                                               | Démocrate                                                     | Mike Honda (sortant)                                          | 69 561                                                        | 52,0                                                          |
|                                                               | Démocrate                                                     | Ro Khanna                                                     | 64 847                                                        | 48,0                                                          |
| Total des votes                                               | Total des votes                                               | Total des votes                                               | 134 378                                                       | 100%                                                          |
|                                                               | Les Démocrates conservent                                     |                                                               |                                                               |                                                               |

### 2016
| Élection de 2016 du 17e district congressionnel de Californie | Élection de 2016 du 17e district congressionnel de Californie | Élection de 2016 du 17e district congressionnel de Californie | Élection de 2016 du 17e district congressionnel de Californie | Élection de 2016 du 17e district congressionnel de Californie |
| ------------------------------------------------------------- | ------------------------------------------------------------- | ------------------------------------------------------------- | ------------------------------------------------------------- | ------------------------------------------------------------- |
| Parti                                                         | Parti                                                         | Candidat                                                      | Votes                                                         | %                                                             |
|                                                               | Démocrate                                                     | Ro Khanna                                                     | 142 268                                                       | 61,0                                                          |
|                                                               | Démocrate                                                     | Mike Honda (sortant)                                          | 90 924                                                        | 39,0                                                          |
| Total des votes                                               | Total des votes                                               | Total des votes                                               | 233 192                                                       | 100%                                                          |
|                                                               | Les Démocrates conservent                                     |                                                               |                                                               |                                                               |

### 2018
| Élection de 2018 du 17e district congressionnel de Californie | Élection de 2018 du 17e district congressionnel de Californie | Élection de 2018 du 17e district congressionnel de Californie | Élection de 2018 du 17e district congressionnel de Californie | Élection de 2018 du 17e district congressionnel de Californie |
| ------------------------------------------------------------- | ------------------------------------------------------------- | ------------------------------------------------------------- | ------------------------------------------------------------- | ------------------------------------------------------------- |
| Parti                                                         | Parti                                                         | Candidat                                                      | Votes                                                         | %                                                             |
|                                                               | Démocrate                                                     | Ro Khanna (sortant)                                           | 159 105                                                       | 75,3                                                          |
|                                                               | Républicain                                                   | Ron Cohen                                                     | 52 057                                                        | 24,7                                                          |
| Total des votes                                               | Total des votes                                               | Total des votes                                               | 211 162                                                       | 100%                                                          |
|                                                               | Les Démocrates conservent                                     |                                                               |                                                               |                                                               |

### 2020
| Élection de 2020 du 17e district congressionnel de Californie | Élection de 2020 du 17e district congressionnel de Californie | Élection de 2020 du 17e district congressionnel de Californie | Élection de 2020 du 17e district congressionnel de Californie | Élection de 2020 du 17e district congressionnel de Californie |
| ------------------------------------------------------------- | ------------------------------------------------------------- | ------------------------------------------------------------- | ------------------------------------------------------------- | ------------------------------------------------------------- |
| Parti                                                         | Parti                                                         | Candidat                                                      | Votes                                                         | %                                                             |
|                                                               | Démocrate                                                     | Ro Khanna (sortant)                                           | 212 137                                                       | 71,3                                                          |
|                                                               | Républicain                                                   | Ritesh Tandon                                                 | 85 199                                                        | 28,7                                                          |
| Total des votes                                               | Total des votes                                               | Total des votes                                               | 297 336                                                       | 100%                                                          |
|                                                               | Les Démocrates conservent                                     |                                                               |                                                               |                                                               |

### 2022
La Californie a tenu sa Primaire Jungle le 7 juin 2022, selon ce système de Primaire, tous les candidats sont sur le même bulletin de vote, et les deux arrivés en tête s'affronteront le jour de l'Élection Générale, à savoir le 8 novembre 2022.
| Primaire Jungle 2022 du 17e district congressionnel de Californie | Primaire Jungle 2022 du 17e district congressionnel de Californie | Primaire Jungle 2022 du 17e district congressionnel de Californie | Primaire Jungle 2022 du 17e district congressionnel de Californie | Primaire Jungle 2022 du 17e district congressionnel de Californie |
| ----------------------------------------------------------------- | ----------------------------------------------------------------- | ----------------------------------------------------------------- | ----------------------------------------------------------------- | ----------------------------------------------------------------- |
| Parti                                                             | Parti                                                             | Candidat                                                          | Votes                                                             | %                                                                 |
|                                                                   | Démocrate                                                         | Ro Khanna (sortant)                                               | 74 892                                                            | 66,0                                                              |
|                                                                   | Républicain                                                       | Ritesh Tandon                                                     | 28 730                                                            | 25,3                                                              |
|                                                                   | Démocrate                                                         | Stephen Forbes                                                    | 5694                                                              | 5,0                                                               |
|                                                                   | Démocrate                                                         | Rao Ravul                                                         | 2394                                                              | 2,1                                                               |
|                                                                   | Libertarien                                                       | Joe Dehn                                                          | 1836                                                              | 1,6                                                               |

| Élection de 2022 du 17e district congressionnel de Californie | Élection de 2022 du 17e district congressionnel de Californie | Élection de 2022 du 17e district congressionnel de Californie | Élection de 2022 du 17e district congressionnel de Californie | Élection de 2022 du 17e district congressionnel de Californie |
| ------------------------------------------------------------- | ------------------------------------------------------------- | ------------------------------------------------------------- | ------------------------------------------------------------- | ------------------------------------------------------------- |
| Parti                                                         | Parti                                                         | Candidat                                                      | Votes                                                         | %                                                             |
|                                                               | Démocrate                                                     | Ro Khanna (sortant)                                           | 127 853                                                       | 70,9                                                          |
|                                                               | Républicain                                                   | Ritesh Tandon                                                 | 52 400                                                        | 29,1                                                          |
| Total des votes                                               | Total des votes                                               | Total des votes                                               | 180 253                                                       | 100%                                                          |
|                                                               | Les Démocrates conservent                                     |                                                               |                                                               |                                                               |

## Frontières historique du district

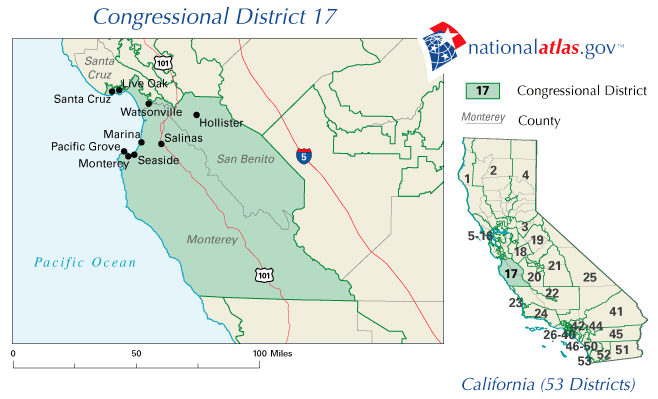
2003 -2013

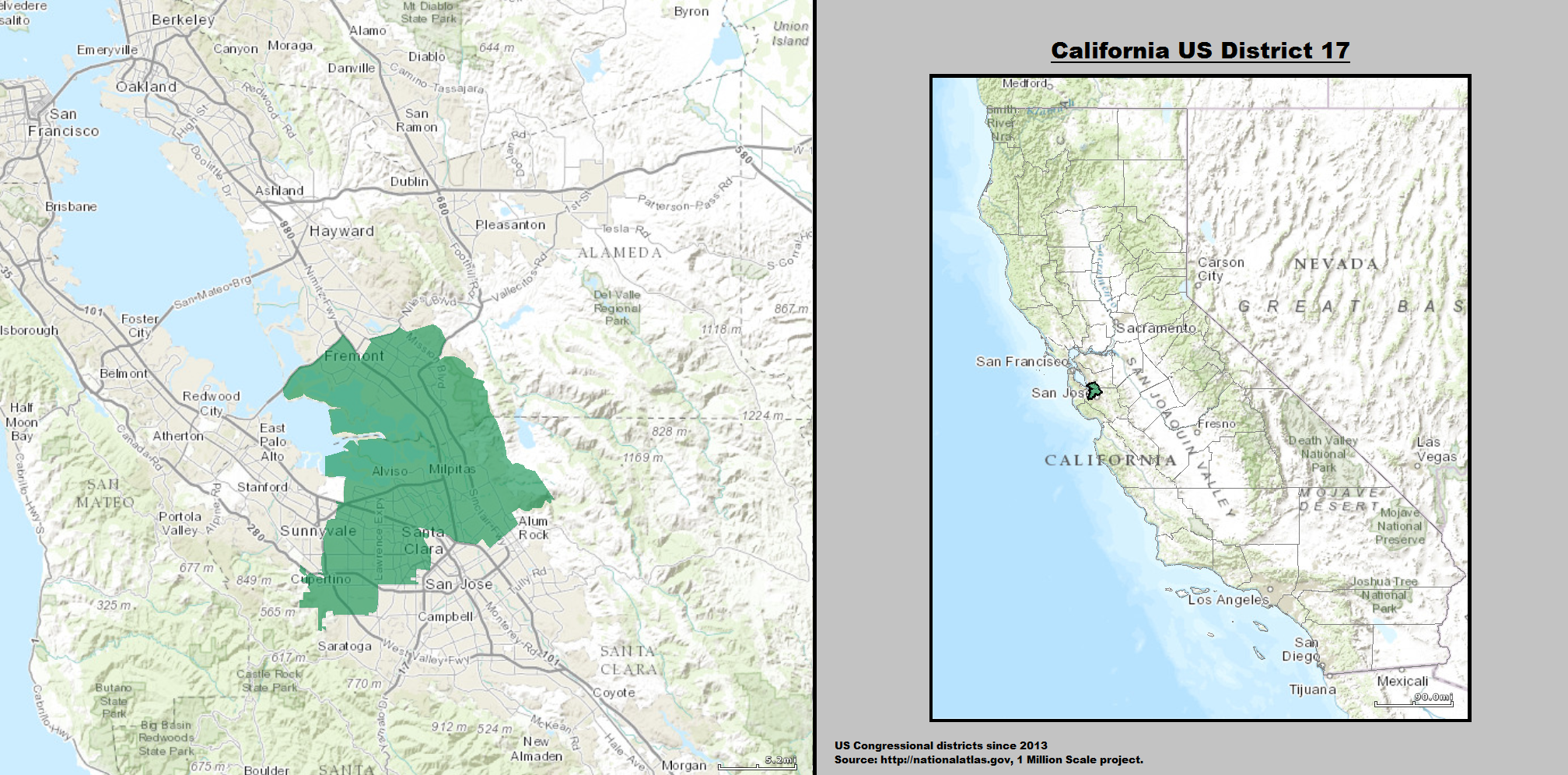
2013 - 2023

### 2024
| Primaire Jungle 2024 du 17e district congressionnel de Californie | Primaire Jungle 2024 du 17e district congressionnel de Californie | Primaire Jungle 2024 du 17e district congressionnel de Californie | Primaire Jungle 2024 du 17e district congressionnel de Californie | Primaire Jungle 2024 du 17e district congressionnel de Californie |
| ----------------------------------------------------------------- | ----------------------------------------------------------------- | ----------------------------------------------------------------- | ----------------------------------------------------------------- | ----------------------------------------------------------------- |
| Parti                                                             | Parti                                                             | Candidat                                                          | Votes                                                             | %                                                                 |
|                                                                   | Démocrate                                                         | Ro Khanna (sortant)                                               | 74 004                                                            | 62,9                                                              |
|                                                                   | Républicain                                                       | Anita Chen                                                        | 31 568                                                            | 26,8                                                              |
|                                                                   | Démocrate                                                         | Ritesh Tandon                                                     | 5738                                                              | 4,9                                                               |
|                                                                   | Démocrate                                                         | Mario Ramirez                                                     | 4498                                                              | 3,8                                                               |
|                                                                   | Libertarien                                                       | Joe Dehn                                                          | 1839                                                              | 1,6                                                               |

| Élection de 2024 du 17e district congressionnel de Californie | Élection de 2024 du 17e district congressionnel de Californie | Élection de 2024 du 17e district congressionnel de Californie | Élection de 2024 du 17e district congressionnel de Californie | Élection de 2024 du 17e district congressionnel de Californie |
| ------------------------------------------------------------- | ------------------------------------------------------------- | ------------------------------------------------------------- | ------------------------------------------------------------- | ------------------------------------------------------------- |
| Parti                                                         | Parti                                                         | Candidat                                                      | Votes                                                         | %                                                             |
|                                                               | Démocrate                                                     | Ro Khanna (sortant)                                           | 172 462                                                       | 67,7                                                          |
|                                                               | Républicain                                                   | Anita Chen                                                    | 82 415                                                        | 32,3                                                          |
| Total des votes                                               | Total des votes                                               | Total des votes                                               | 254 877                                                       | 100%                                                          |
|                                                               | Les Démocrates conservent                                     |                                                               |                                                               |                                                               |